# Wenzel Hollar

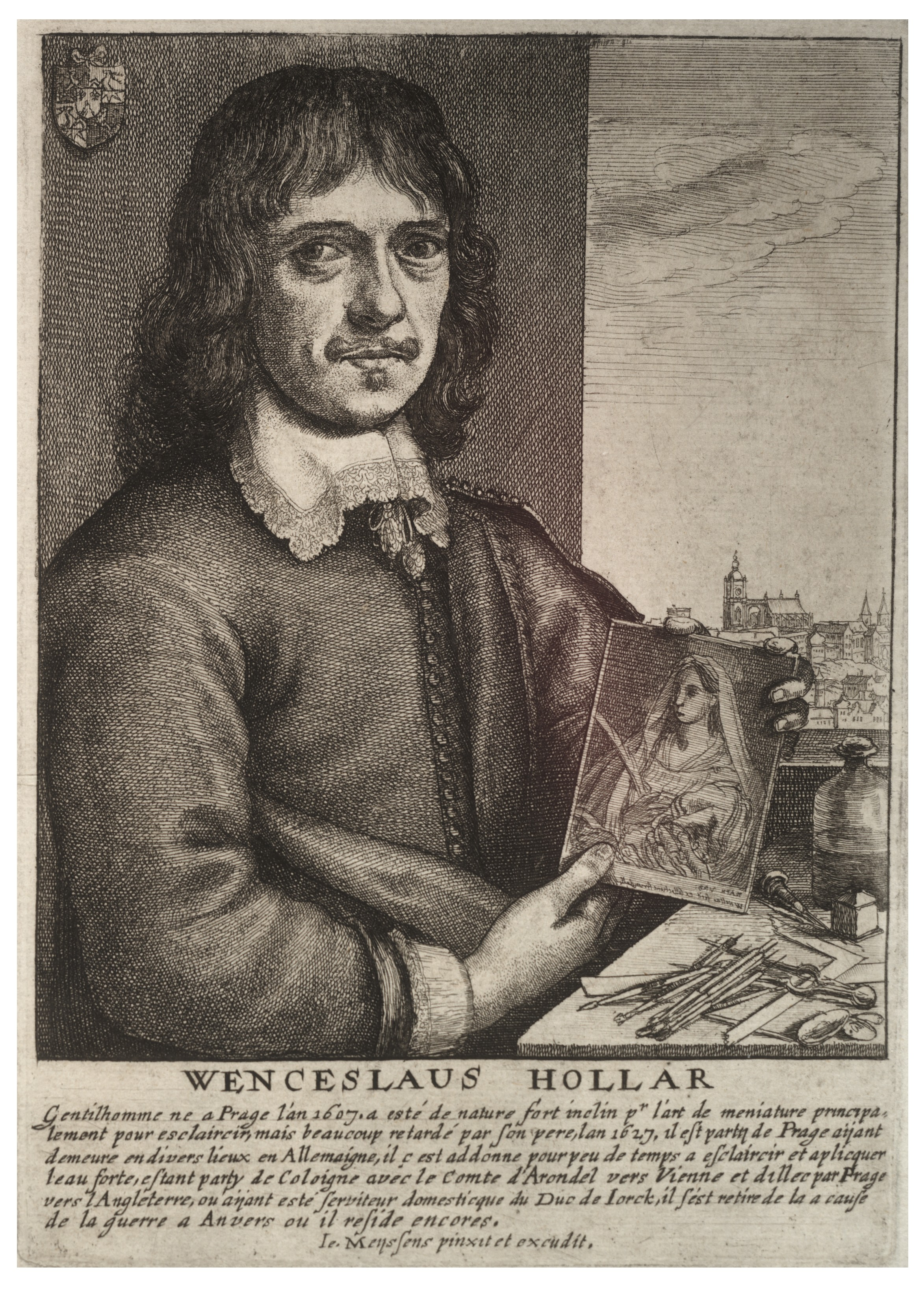
Selbst-Porträt mit Kupferstich, nach Jan Meyssens

Wenzel Hollar (* 13. Juli 1607 in Prag; † 25. März 1677 in London), auch Wenceslas, Wenceslaus oder Václav Hollar, war ein böhmischer Zeichner und Kupferstecher, der den größten Teil seines Lebens in England verbrachte.
In seiner Zeit gehörte Hollar zu den bedeutendsten Vertretern seines Genres und machte als einer der ersten die Technik der Farbradierung in England bekannt. Er hinterließ eine Vielzahl von Arbeiten, die wegen ihrer Detailgenauigkeit und sorgfältigen Ausführung bis heute geschätzt werden.

## Leben

### Kindheit und Jugend
Wenzel Hollars Jugend fällt in die Anfangsjahre des Dreißigjährigen Krieges. Er entstammte einer wohlhabenden, katholischen Beamtenfamilie aus Böhmen, die nach der Rückeroberung Prags durch Truppen des Kaisers und der Katholischen Liga 1621 verarmte. Ursprünglich für ein Jurastudium bestimmt, entschied sich der junge deutschsprachige Wenzel jedoch mit 18 Jahren für eine künstlerische Karriere.

### Erste Jahre als Künstler

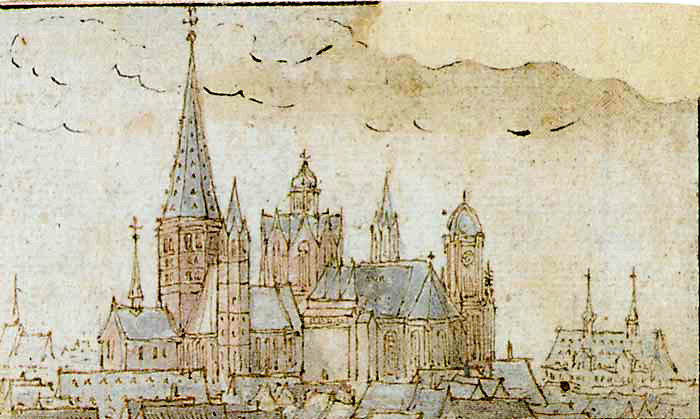
Wenzel Hollar: St. Martinsdom in Mainz; Federzeichnung 1632

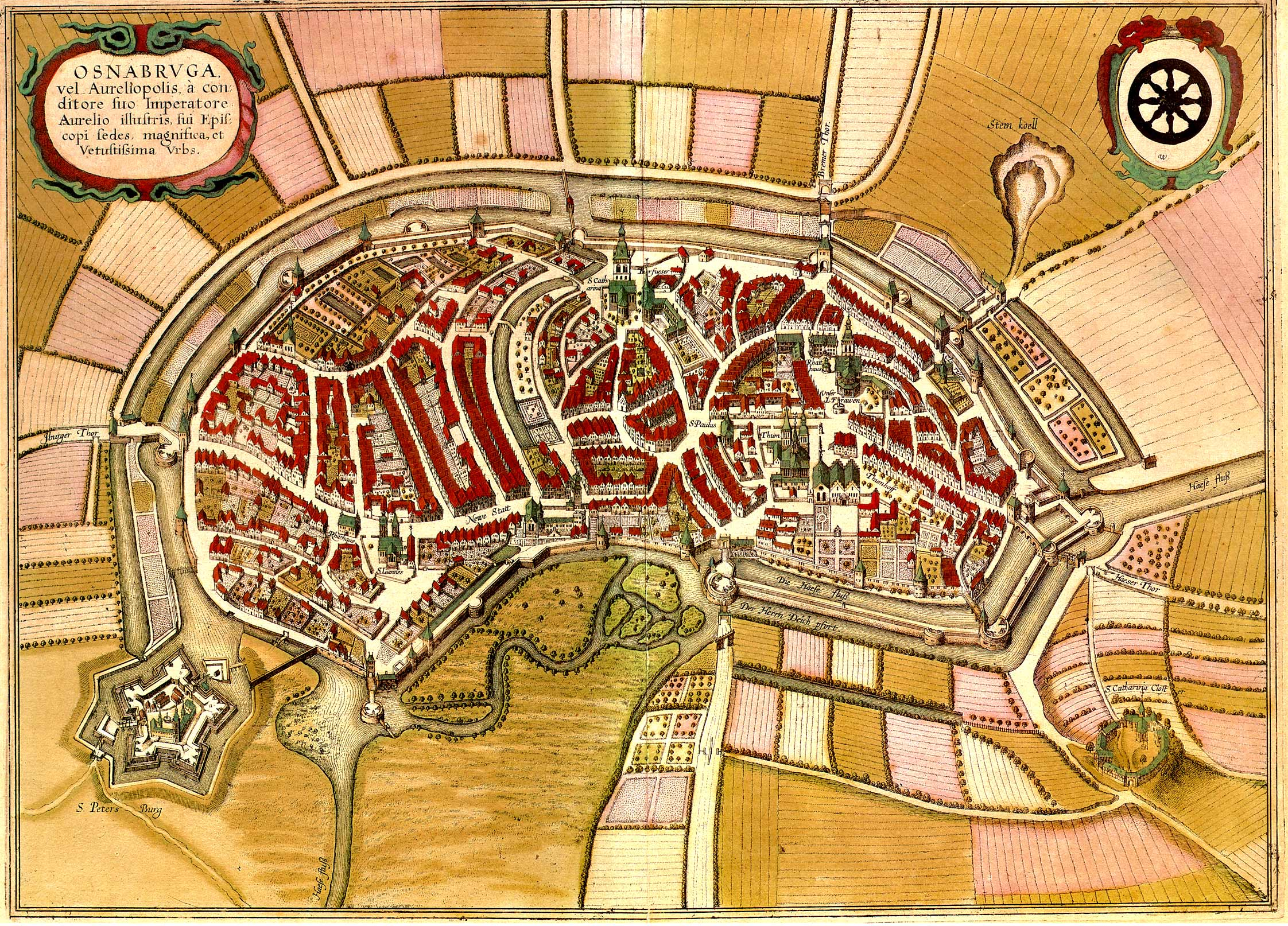
Stadtplan von Osnabrück 1633

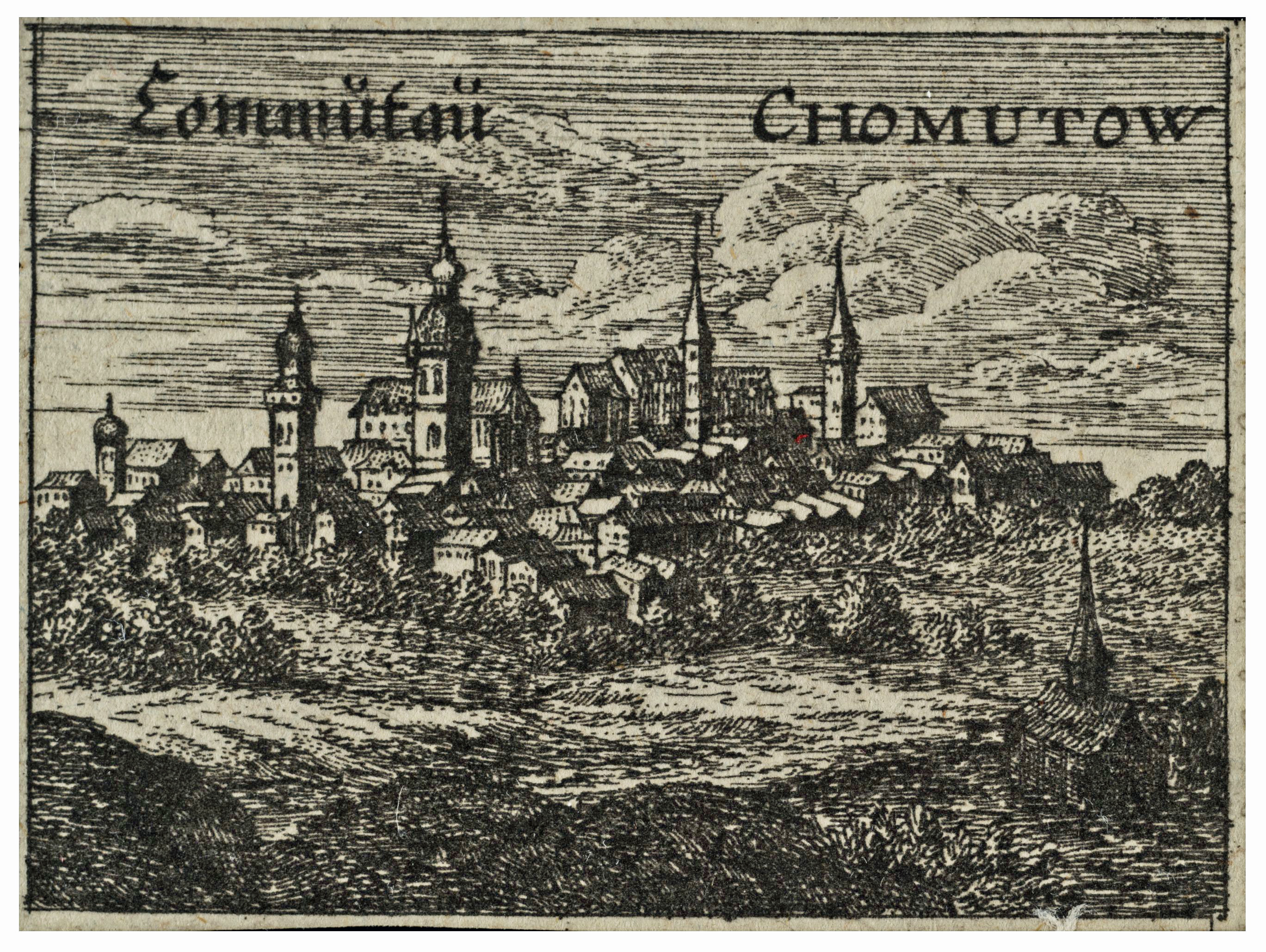
Stadtansicht von Komotau

1627 zog Hollar nach Frankfurt am Main, wo er bei Matthäus Merian, dem berühmtesten Kupferstecher seiner Zeit, in die Lehre ging. Während seiner Frankfurter Zeit arbeitete Hollar unter anderem an Merians Topographien mit. In den nächsten Jahren arbeitete er in Stuttgart und Straßburg. Nach 1630 lebte er meist in Köln, von wo aus er mehrere Reisen unternahm, so 1632 ins schwedisch besetzte Mainz und 1634 über Düren in die Niederlande. Hollar gehörte zu den ersten Künstlern, die die Landschaft des Rheintals als besonders malerisch empfanden. In zahlreichen Abbildungen hielt er Städte, Burgen und die Natur des Rheintals fest und wurde so zu einem frühen Vorläufer der Rheinromantik. 1635 veröffentlichte er sein erstes Buch mit Stichen.
Im April 1636 nahm ihn Thomas Howard, 21. Earl of Arundel in seine Dienste, der als englischer Gesandter zu Kaiser Ferdinand II. unterwegs war. Die Begegnung mit Arundel, einem der wichtigsten englischen Kunstsammler und Mäzene seiner Zeit, sollte für Hollars weiteres Leben entscheidend sein. Er begleitete den Earl of Arundel über Rhein und Donau an den kaiserlichen Hof in Wien, in seine Heimatstadt Prag und nach Regensburg. Als sein Förderer 1637 nach England zurückkehrte, folgte Hollar ihm nach London, wo er den größten Teil seines weiteren Lebens verbrachte.

### Übersiedelung nach England

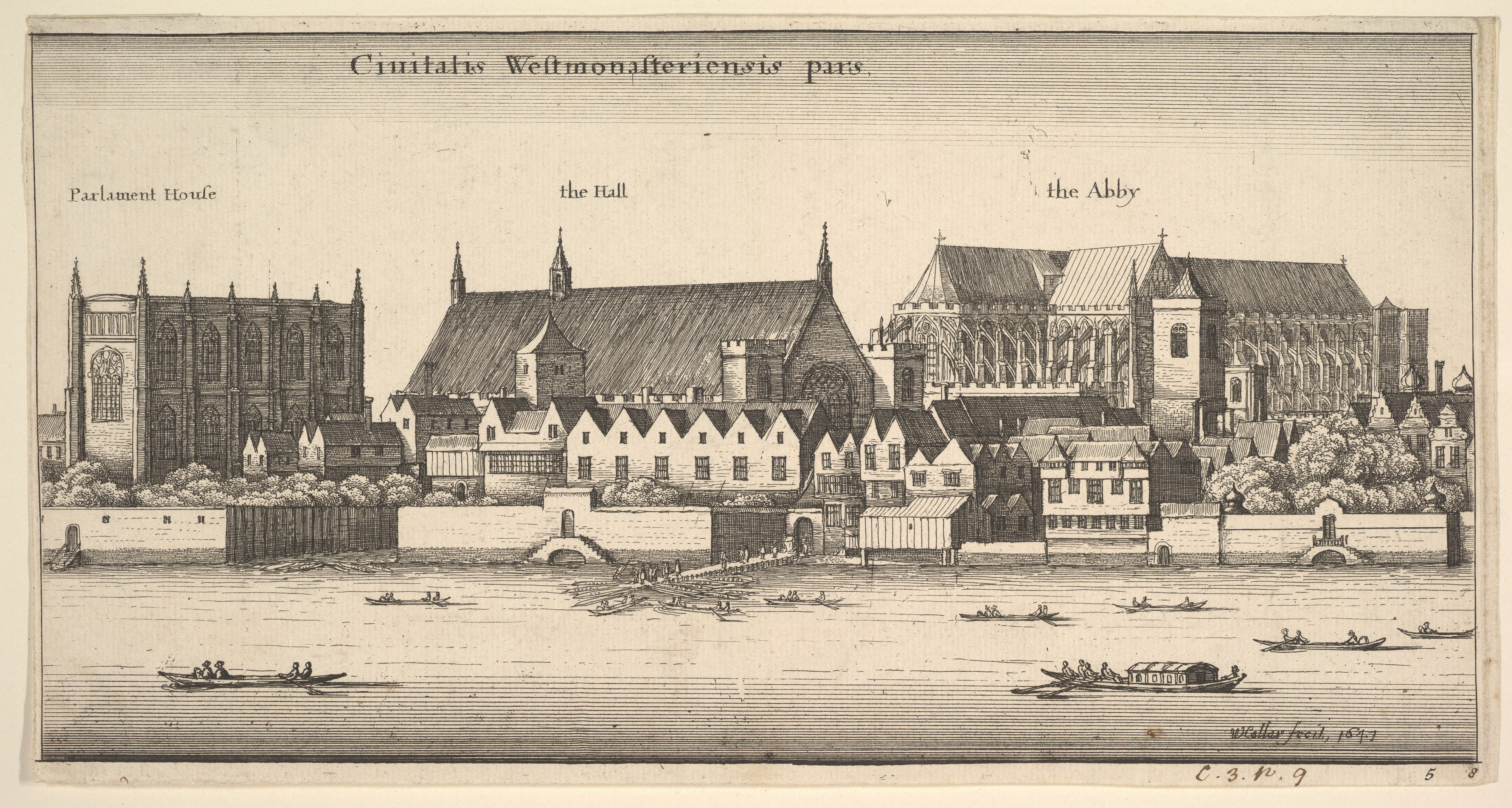
Wenzel Hollar: Ansicht von Westminster; Kupferstich

Hollar lebte anfangs in Arundels Haushalt, arbeitete aber nicht exklusiv für ihn, sondern auch für Verleger und Buchdrucker, die ihn allerdings zeit seines Lebens schlecht bezahlten. Als unerfahrener Ausländer, weitgehend ohne Verbindungen, musste er immer wieder viel zu niedrige Honorare akzeptieren. Schon in seinem ersten Jahr in England schuf er für den Verleger Peter Stent, für den er auch in den kommenden Jahren des Öfteren arbeitete, eine große Ansicht von Greenwich, die dieser mit nur 30 Shilling pro Druckplatte honorierte. Später legte Hollar seinen Preis auf 4 Pence pro Stunde fest; seine Arbeitszeit maß er mit einer Sanduhr.

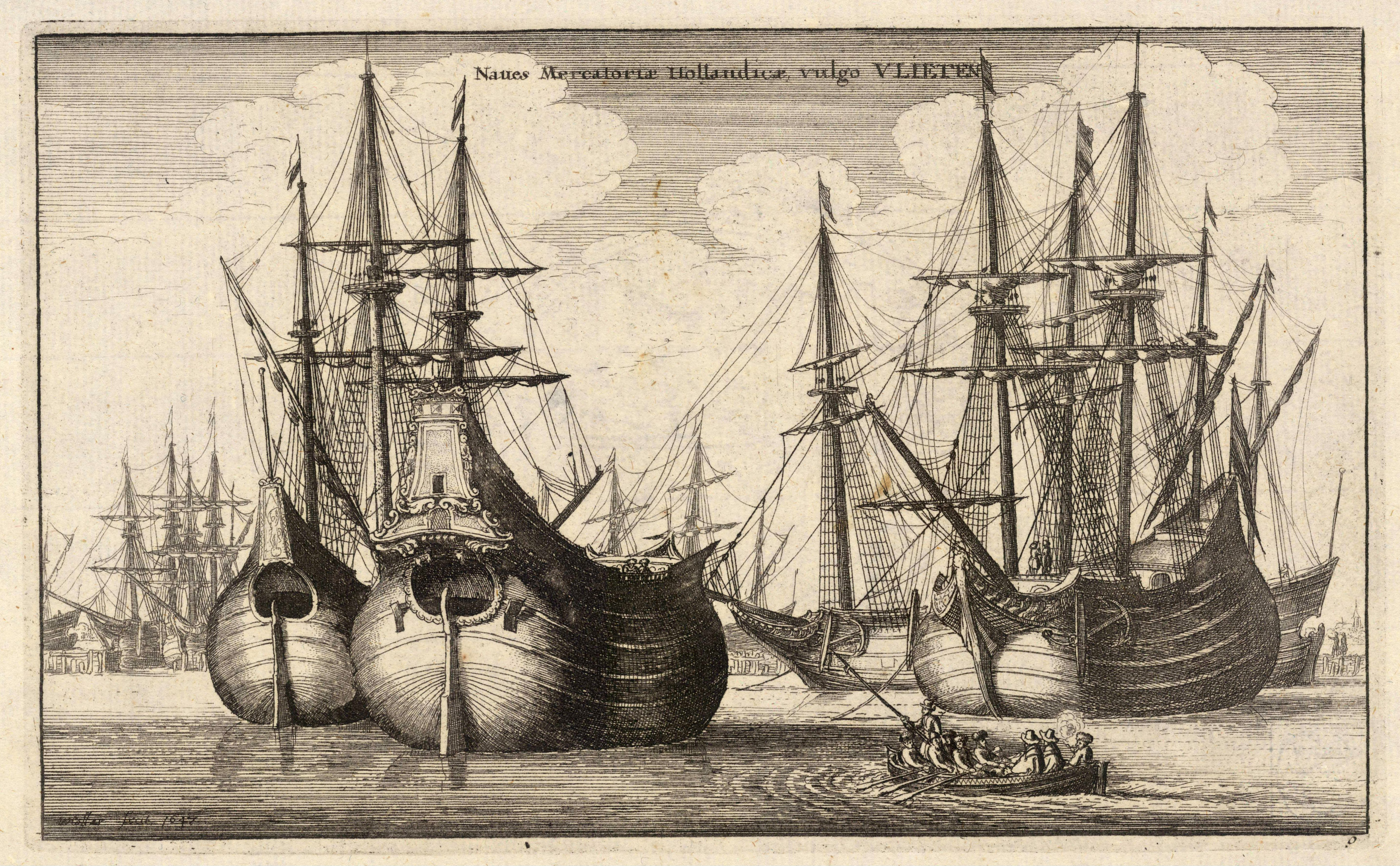
Wenzel Hollar: Holländische Handelsschiffe

Am 4. Juli 1641 heiratete Hollar Margaret Tracy († 10. März 1653), eine Gesellschafterin von Gräfin Alantha Arundel. Mit Margaret Tracy hatte er zwei Kinder, den Sohn James (* 1643) und eine Tochter. Als 1642 der englische Bürgerkrieg ausbrach, kehrte der Earl of Arundel, der erneut als Gesandter unterwegs gewesen war, nicht nach England zurück. Hollar trat daher in die Dienste des Herzogs von York, arbeitete auch für König Karl I. und war für kurze Zeit Lehrer des Prince of Wales, des späteren Königs Karl II.
Als Anhänger des Königs trat Wenzel Hollar schließlich in ein royalistisches Regiment ein und wurde 1645 bei der Belagerung von Basing House von Parlamentstruppen gefangen genommen. Schon nach kurzer Zeit gelang ihm jedoch die Flucht. In Antwerpen traf er noch im selben Jahr erneut mit dem Earl of Arundel zusammen, der aber schon 1646 starb. In den nächsten Jahren entstanden einige von Hollars besten Werken, niederländische Stadtansichten ebenso wie Seestücke oder Naturdarstellungen. 1652 kehrte er nach London zurück. Am 3. Juli 1656 heiratete er in zweiter Ehe Honora Roberts. Mit ihr hatte er mehrere Kinder.

### Späte Jahre
In den folgenden Jahren erschienen zahlreiche Bücher mit Illustrationen von Hollar, unter anderem Klassikerausgaben von Homer, Vergil und Juvenal. Wenig geschäftstüchtig, verkaufte Hollar auch diese Werke weit unter Wert, sodass er in ärmlichen Verhältnissen lebte. Auch die Restauration der Monarchie unter König Karl II. verbesserte seine Lage nicht, da er vom Hof kaum Aufträge erhielt.

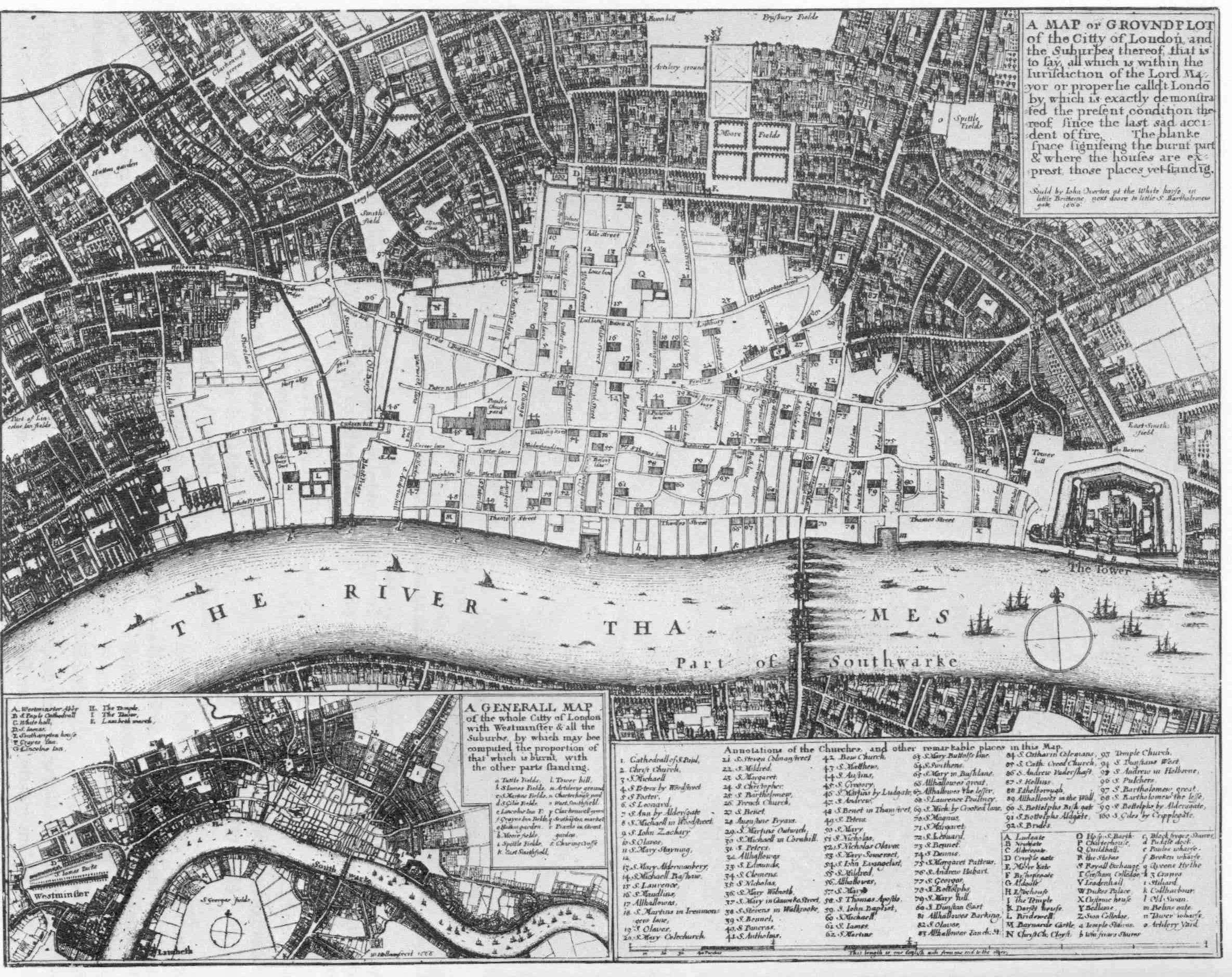
Wenzel Hollar: Stadtplan Londons nach dem großen Brand von 1666; die zerstörten Gebiete in weiß

Ein schwerer Schicksalsschlag traf ihn 1665, als sein Sohn James, der ein beachtliches zeichnerisches Talent zeigte, im Alter von 22 Jahren während der Großen Pest von London starb. Im Jahr darauf wurde Hollar Zeuge einer weiteren Katastrophe, des Großen Brandes von London. Bereits in den Jahren zuvor hatte Hollar zahlreiche Ansichten der Stadt geschaffen, dank deren Genauigkeit man sich noch heute ein Bild des mittelalterlichen London machen kann, das in dem Brand vernichtet wurde. Nach der Feuersbrunst fertigte er weitere, bis heute bekannte Darstellungen an, darunter Topographien, die die zerstörten Stadtteile bezeichneten. Deren Qualität mag den König bewogen haben, ihn 1668 mit auf eine Expedition nach Tanger zu schicken. Dort fertigte er detailgenaue Zeichnungen der Stadt und ihrer Befestigungen an, die Karl II. als Mitgift seiner Frau, der portugiesischen Prinzessin Katharina von Braganza, in Besitz nahm. Auf der Rückreise wurde sein Schiff in ein Gefecht mit algerischen Piraten verwickelt, das er später ebenfalls bildlich festhielt.
Nach seiner Rückkehr lebte er noch acht Jahre. Er arbeitete unermüdlich und schuf 1670 mit einem Stich Edinburghs ein großformatiges Werk. Er starb in äußerster Armut, und es wird überliefert, dass seine letzten Worte dem Gerichtsvollzieher galten: Er bat darum, ihm nicht sein Sterbebett zu pfänden. Wenzel Hollar wurde am 28. März 1677 in der St Margaret’s Church in Westminster beigesetzt.

## Künstlerisches Schaffen

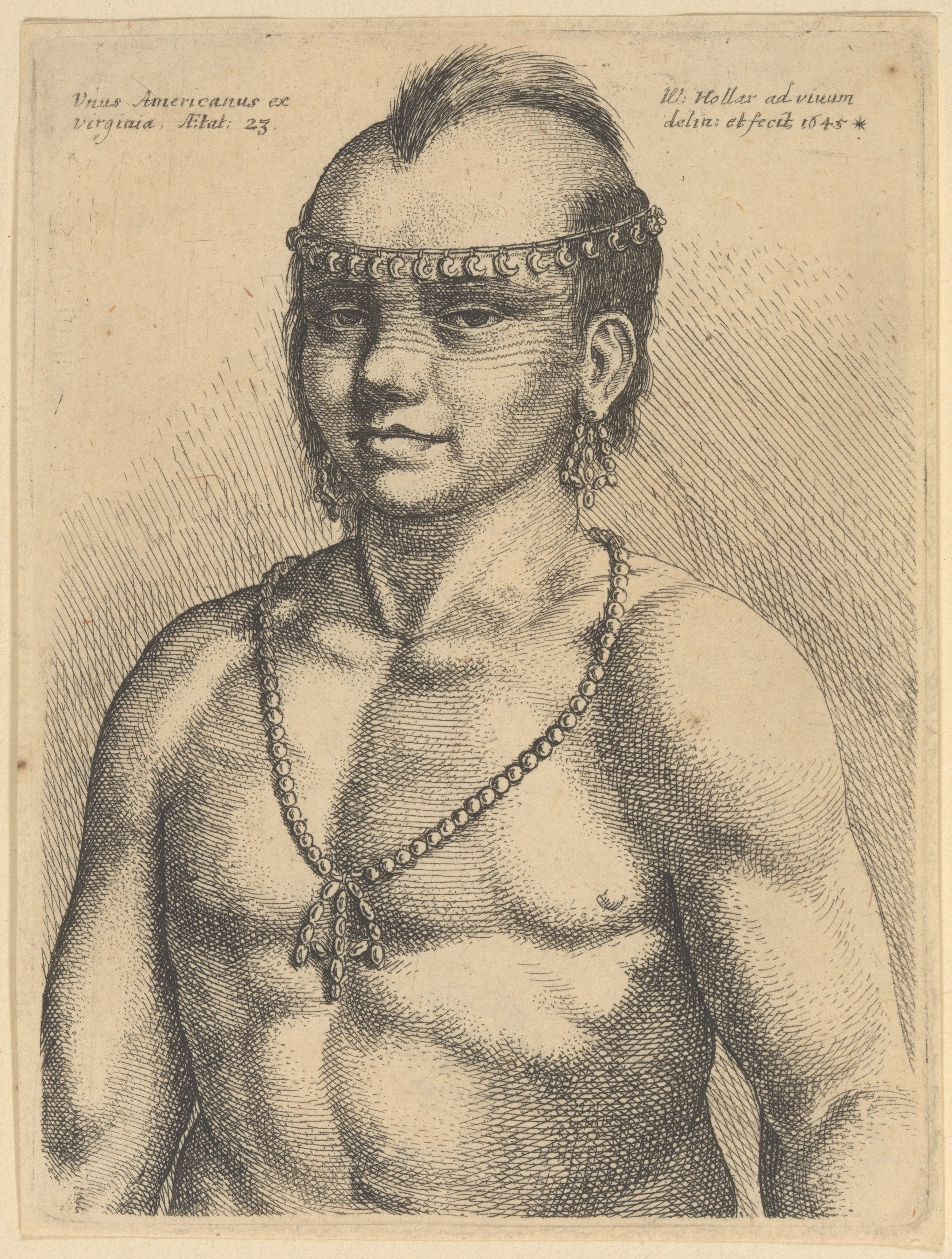
Wenzel Hollar: Ureinwohner Virginias (1645)

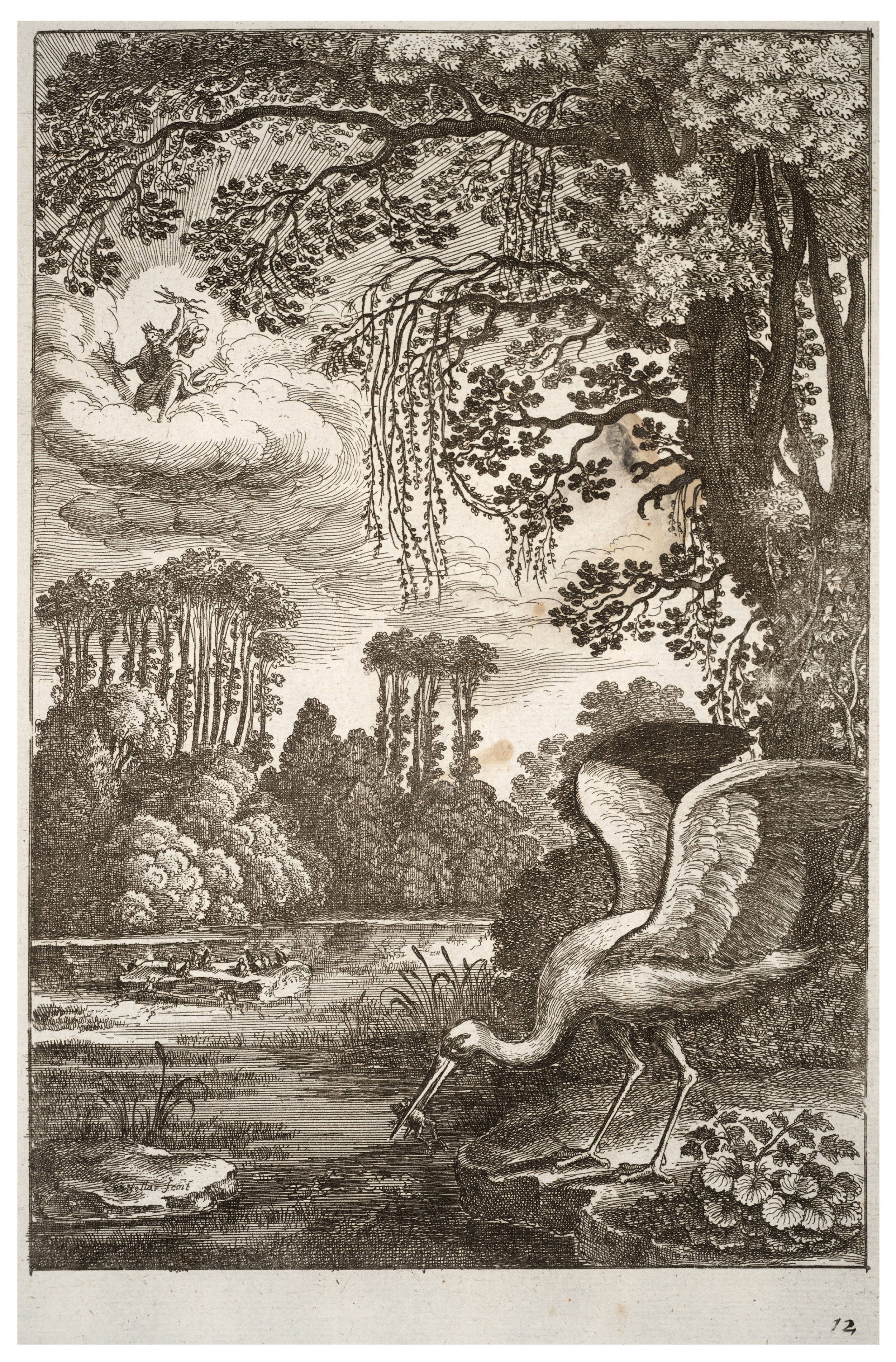
Die Frösche, die einen König verlangen, 1665. Kupferstich aus The fables of Aesop paraphras’d in verse von John Ogilby.

Wenzel Hollar war nicht nur einer der besten, sondern auch einer der fleißigsten Künstler seiner Zeit. Sein Werk umfasst rund 400 Zeichnungen und über 3000 Radierungen. Mehr als 2700 Druckplatten für Stiche sind von ihm bekannt. Seine Arbeiten zeichnen sich vor allem durch absolute Genauigkeit, Detailtreue und einen geradezu dokumentarischen Realismus aus.
Hollar interessierte sich für eine unerschöpfliche Vielfalt von Themen. Bekannt wurde er vor allem durch seine Topographien sowie durch seine Landschafts- und Städtebilder aus Deutschland, Böhmen, England, den Niederlanden, der Schweiz und dem heutigen Marokko. Dazu kamen Porträts von Heiligen und bekannten Personen seiner Zeit, Darstellungen von Themen des Alten und Neuen Testaments, mythologische und historische Szenen, aber auch Wappen, Karikaturen, Tier- und Pflanzenbilder, Stillleben, Allegorien, Darstellungen von Kleidermoden und vieles mehr.
Darüber hinaus fertigte Hollar Druckgrafiken von Werken berühmter Künstler an, die damit einem großen Publikum bekannt gemacht werden konnten. Eine Kopie der „Jungfrau mit Kind“ von Albrecht Dürer, der Hollars Kunstempfinden stark beeinflusste, gehört zu seinen frühesten bekannten Werken aus den Jahren 1625 und 1626.
Nach dem Vorbild der „Bilder des Todes“ von Hans Holbein d. J. schuf Hollar in den Jahren ab 1644 einen Totentanz, der 1651 in London erstmals gedruckt wurde. Die meisten der 30 Radierungen sind mit W. Hollar fecit signiert. Alle Darstellungen sind mit lateinischen Texten des Alten oder Neuen Testaments versehen. Ihre auffallend dekorativen Rahmen zeigen Symbolfiguren und Sinnbilder der Vergänglichkeit, die von dem Antwerpener Maler und Graphiker Abraham van Diepenbeeck entworfen wurden.
Die bedeutendsten Sammlungen von Werken Wenzel Hollars befinden sich heute in Windsor Castle, im British Museum in London, im Hollareum der tschechischen Nationalgalerie in Prag sowie in der Fisher Library der Universität von Toronto. Ein erweitertes illustriertes Werkverzeichnis, publiziert von Hollstein, erschien 2009/10.

## Würdigungen und Ehrungen
Hollars Leben und Werk wurde auch in der Literatur aufgegriffen, etwa in der umfangreichen Erzählung Das Elefantenblatt (1962) aus dem gleichnamigen Erzählungsband von Johannes Urzidil oder in dem Roman Dobrá kočka, která nemlsá (1970) von Miloš Václav Kratochvíl.
Im Kölner Stadtbezirk Lindenthal wurde eine Straße nach Hollar benannt, und im Jahr 2003 erhielt der von Astronomen einer Prager Sternwarte entdeckte Asteroid (46280) Hollar seinen Namen.
Die Vereinigung tschechischer Grafikkünstler trägt den Namen Hollar und unterhält in Prag eine gleichnamige Galerie.

## Werke
- The dance of death. Coxhead, London 1816 (Digitalisat) (auf Deutsch: Totentanz)
- Wenzel Hollar (1607–1677), Reisebilder vom Rhein, Katalog Landesmuseum Mainz 1987